# Squatina legnota
Squatina legnota (лат.) — вид рода плоскотелых акул одноимённого семейства отряда скватинообразных. Эти акулы обитают в восточной части Индийского и в западной части Тихого океана. Максимальная зарегистрированная длина 134 см. У них уплощённые голова и тело, внешне они похожи на скатов, но в отличие от последних, жабры скватин расположены по бокам туловища и рот находится в передней части рыла, а не на вентральной поверхности. Эти акулы, вероятно, размножаются путём яйцеживорождения.  Не представляют интереса для коммерческого рыбного промысла.

## Таксономия
Впервые вид был научно описан в 2008 году. Голотип представляет собой  самку длиной 47,1 см, пойманную у берегов Центральной Явы (07°44′ ю. ш. 109°00′ в. д.). Паратип — самец длиной 125,2 см, пойманный у побережья Ломбока, Индонезия. Видовое название происходит от слова греч. legnotus — «окаймлённый цветным бордюром» .

## Ареал
Squatina legnota известны всего по нескольким экземплярам, пойманным у южного побережья Индонезии от Западной Явы до Ломбока. Эти акулы встречаются на глубоководье континентального шельфа.

## Описание
У Squatina legnota стройное уплощённое тело и характерные для скватин крыловидные грудные и брюшные плавники. Хвост также сильно приплюснут. Брюхо слегка удлинённое. Широкая и плоская голова имеет овальное сечение. Рыло короткое, закруглённое. Глаза широко расставлены. Позади глаз имеются брызгальца. Крупные ноздри предварены хорошо развитыми кожными складками, доходящими до рта. Каждая складка несёт два небольших усика с гладкими краями. Рот широкий, расположен на кончике рыла. По углам рта имеются длинные борозды, распространяющиеся на нижнюю челюсть. На обеих челюстях имеются по 18 маленьких, кинжаловидных зубов. По бокам головы расположены 5 пар жаберных щелей. Дорсальную поверхность тела покрывают мелкие и конические плакоидные чешуи. Задние края плавников голые.
Передние края треугольных грудных плавников не прикреплены к голове. Их внешние стороны образуют угол менее 120 °. Кончики брюшных плавников закруглены. У самцов имеются толстые птеригоподии. Два спинных плавника, схожих по размеру и форме, сдвинуты назад и расположены близко друг к другу. Их вершины закруглены, а задние свободные края немного вогнуты. Основание первого спинного плавника расположено на уровне конца основания  брюшных плавников. Анальный плавник отсутствует. На хвостовом стебле имеются латеральные кили. Нижняя лопасть хвостового плавника крупнее верхней. Окраска серо-коричневого цвета с крупными тёмными отметинами и «глазками», разбросанными по спине. Брюхо белого цвета. Передние края грудных плавников имеют чёрную окантовку.

## Биология
Эти акулы, вероятно, размножаются яйцеживорождением. Максимальная зарегистрированная длина 134 см (самец). Минимальный известный размер 47,1 см (самка).

## Взаимодействие с человеком
Вид не представляет интереса для коммерческого рыбного промысла. В качестве прилова эти акулы изредка попадаются в придонные ярусы на континентальном шельфе и в верхней части материкового склона.  Данных для оценки Международным союзом охраны природы статуса сохранности вида недостаточно.